# 枯木龍吟
枯木龍吟是二床唐代古琴之名，一床現藏於中國藝術研究院，另一床則收藏於美國弗瑞爾藝廊。

## 中國藝術研究院藏琴

### 形制
此琴屬连珠式，长122.6（48.3英寸）、額寬19.2（7.6英寸）、肩寬19（7.5英寸）、尾寬13.5（5.3英寸）。本來髹黑漆、但後世修補過程中反復加以朱漆，使得其呈現朱紅色。其斷紋為蛇腹断。一部分是牛毛断和龟背断。其琴徽用蚌殼製成，琴轸与雁足為玉质。其龍池和鳳沼都是圓形的，龙池上方刻有行书書就的琴名“枯木龙吟”四字，下方有篆印“玉振”一方。

### 鑑定
鄭珉中認為此琴做法與“独幽”、“飞泉”二琴相似，由晚唐四川雷氏所斫。

### 流傳
此琴在20世紀中期原為北京琴家汪孟舒收藏。文化大革命爆發後，汪孟舒的另一床唐琴春雷及一些琴書被其子所處的機關搜走，擔心枯木龍吟也遭此下場，便將其寄存於中国艺术研究院音乐研究所。

### 公開演奏
中國藝術研究院研究員田青提出了「讓古琴醒來」的理念，在2018年10月至2019年6月之間，由學者、琴人和斫琴家合作，由丁承運、吳釗、林晨、楊春薇、戴曉蓮等多位琴家將院藏的唐代「枯木龍吟」、宋代「鳴鳳」、元代「真趣」、明代「小遞鐘」、「無名小蕉葉」五床琴再度彈奏發聲，並舉行了五場音樂會。其中2019年二月在中國藝術研究院貴賓廳的音樂會，以及五月在恭王府大戲樓舉行的「枯木龙吟·让古琴醒来——中国艺术研究院馆藏古琴音乐会」和「枯木龙吟·让古琴醒来——名琴音乐会」三場活動均有公開直播。

## 弗瑞爾藝廊藏琴

### 形制
連珠式，长123（48英寸）、額寬19.5（7.7英寸）、肩寬20.8（8.2英寸）、尾寬14.8（5.8英寸），栗殼色漆，斷紋為蛇腹間年毛狀。檀木岳尾，金徽。青白玉軫。杉木斲。龍池下刻「清和」二字大印，龍池兩側刻「大聖遺音，洞然天成。萬籟悠悠，神駭鬼驚」十六字草書。實泛散音、上中下三準的音量皆均勻。琴音鬆脆響亮，沉靜古厚，音韻悠長，具金石聲。

### 鑑定
王世襄認為「固一望而知為唐物」，鄭珉中則進一步鑑定為中唐雷氏所作。

## 外部連結
- 古琴曲〈流水〉 （页面存档备份，存于），丁承運使用中國藝術研究院藏枯木龍吟演奏
- YouTube上的枯木龙吟·让古琴醒来——名琴音乐会，中国新闻网直播
- YouTube上的千年琴音重现：听现代琴家抚唐代名琴“枯木龙吟”，中国新闻网直播
- 弗瑞爾藝廊所藏「枯木龍吟」 （页面存档备份，存于）